# Panama Al Brown
Panama Al Brown, egentligen Alfonso Teofilo Brown, född 5 juli 1902 i Colón, Panama, död 11 april 1951 i New York, var en panamansk professionell boxare. Han gjorde historia genom att bli boxningens första Latinamerikanska världsmästare och anses allmänt vara en av de största Viktklassboxarna i historien. 
Brown vann NYSAC viktklasstitlar 1929 samt 1930 vann han både NBA och IBU viktklasstitlar. Efter att ha flyttat till Paris 1926, blev Brown känd i Paris nattliv och gayscen för sin utsvävande livsstil och sitt intresse för konst. Han hade ett förhållande med Jean Cocteau samt medverkade i en kabaret tillsammans med Joséphine Baker.